# Blepharodon tillettii
Blepharodon tillettii är en oleanderväxtart som beskrevs av G. Morillo. Blepharodon tillettii ingår i släktet Blepharodon och familjen oleanderväxter. Inga underarter finns listade i Catalogue of Life.